# 塩揉み
塩揉み（しおもみ）とは、調理法の一種で素材に塩をふり、揉み込むこと。転じて、マッサージ法の一種をさす。

## 調理法
食材を揉み込むことによって、余分な水分を取りだし、さらにその水分を搾ることにより脱水できる。 魚介類などは軽く揉むことで、ぬめりや臭みをとることができる。他に塩揉みにする素材として、キャベツ、きゅうりなどがある。塩の浸透圧で野菜の細胞が脱水し張りを失い、さらにしぼることで水分がさらに減り繊維の密度が増し、食べるときにやわらかな口当たりと歯ごたえの両方を感じさせる。

## マッサージ法
塩を腹部や臀部にすり込みマッサージする方法。脂肪分をもみほぐすことにより、血行の改善やダイエット効果を期待するものであるが、必ずしも塩を用いる意味は無く、オイルやジェル成分を用いることも多い。